# Pewnego razu w listopadzie
Pewnego razu w listopadzie – polski dramat obyczajowy z 2017 w reżyserii Andrzeja Jakimowskiego.
Premierowy pokaz filmu otworzył 33. Warszawski Międzynarodowy Festiwal Filmowy.

## Obsada
- Agata Kulesza – matka Marka
- Grzegorz Palkowski – Marek Przełęcki
- Edward Hogg – Miki
- Jacek Borusiński – „Klucznik”
- Damian Ul – Krzysiu
- Alina Szewczyk – Ola, dziewczyna Marka